# Còlit de Heuglin
El còlit de Heuglin (Oenanthe heuglini) és una espècie d'ocell de la família dels muscicàpids (Muscicapidae). Es troba en una àmplia franja que s'estén pel Sahel i regions adjacents Habita les sabanes semiàrides, el camp obert amb roques i herba curta i sovint es veu en terrenys cremats. El seu estat de conservació es considera de risc mínim.
El nom específic de Heuglin fa referència a Theodor von Heuglin, explorador i ornitòleg alemany del segle xix.